# Marcos da Silva Penha Lima
Marcos da Silva Penha Lima (,  – 1 de março de 1848) foi um médico brasileiro.
Foi eleito membro da Academia Nacional de Medicina em 1835, na presidência de Joaquim Cândido Soares de Meireles, com o número acadêmico 40.